# Little Canfield
Little Canfield is een civil parish in het bestuurlijke gebied Uttlesford, in het Engelse graafschap Essex. In 2001 telde het dorp 267 inwoners.